# 查尔顿号车辆运输舰 (T-AKR-314)
查尔顿号车辆运输舰（英語：USNS Charlton，舷號T-AKR-314）是沃森级车辆运输舰的第五艘，以荣誉勋章获得者，在朝鲜战争中阵亡的科内利乌斯·H·查尔顿中士（Cornelius H. Charlton）命名。
1999年12月11日该舰下水，并于2000年5月23日服役。它是美国军事海运司令部所属的19艘大型中速滚装船中的一艘，也是执行战略预置任务的33艘运输舰中的一员。
据英国卫报报道，左翼人权组织“缓刑”（Reprieve）认定查尔顿舰及其7艘姊妹舰和其他9艘美国海军舰船被用于秘密关押罪犯。